# Andreas Döhler

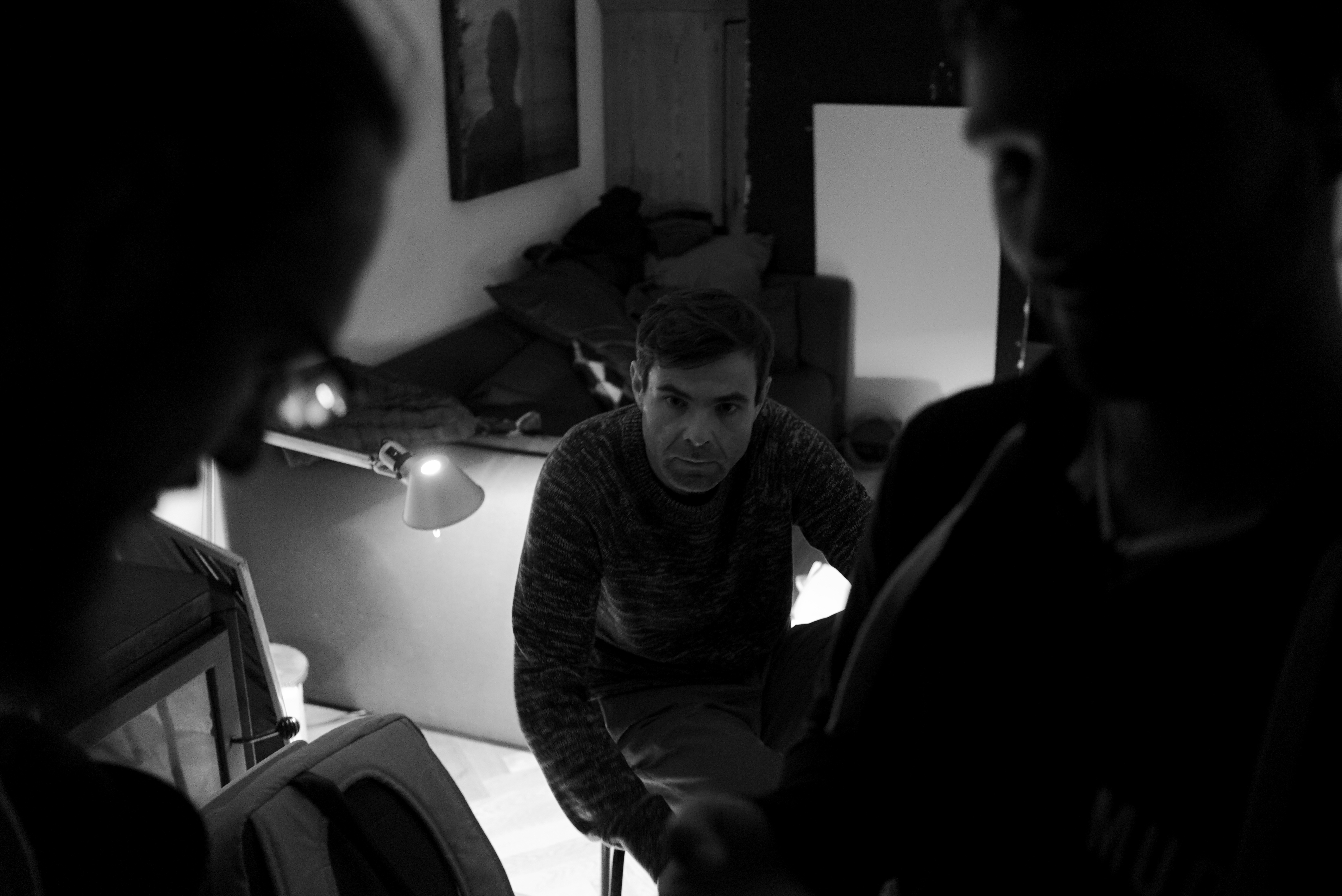
Hauptdarsteller Andreas Döhler bei den Dreharbeiten zu Die Hände meiner Mutter, 2015.

Andreas Döhler (* 1974 in Wermsdorf) ist ein deutscher Schauspieler.

## Leben
Andreas Döhler besuchte von 1999 bis 2003 die Leipziger Hochschule für Musik und Theater „Felix Mendelssohn Bartholdy“. Ab 2001 trat er beim Nationaltheater Weimar auf und von 2003 bis 2009 beim Hamburger Thalia Theater. Von 2009 bis 2017 gehörte Döhler zum Ensemble des Deutschen Theaters Berlin, seither ist er Mitglied im Berliner Ensemble. Daneben spielte er in der Komischen Oper Berlin sowie in verschiedenen Fernsehserien, wie Die Rettungsflieger und SOKO Wismar, und in Spielfilmen. 2013 spielte er in Fabian Möhrkes Film Millionen die Hauptrolle eines Lottogewinners, der an seinem Gewinn zerbricht. 2016 wurde er für seine Rolle in Die Hände meiner Mutter mit dem Förderpreis Neues Deutsches Kino ausgezeichnet.

## Filmografie (Auswahl)
- 2011: Die Stunde des Wolfes
- 2011: Wer wenn nicht wir
- 2013: Millionen
- 2015: Saboteure im Eis – Operation Schweres Wasser (Kampen om tungtvannet, TV-Miniserie)
- 2015: Kommissarin Heller – Schattenriss
- 2016: Die Hände meiner Mutter
- 2016: Winnetou – Der Mythos lebt (Fernsehdreiteiler)
- 2018: Tatort: Der kalte Fritte
- 2018: Tatort: Freies Land
- 2018: Alles ist gut
- 2018: Unser Kind
- 2019: Tatort: Zorn
- 2019: Danowski – Blutapfel
- 2019: Im Niemandsland
- 2019: Die Einzelteile der Liebe
- 2019: Wir wären andere Menschen (Fernsehfilm)
- 2020: Tatort: Ich hab im Traum geweinet
- 2020: Herr und Frau Bulle – Abfall (Fernsehreihe)
- 2020: Tatort: Gefangen
- 2021: Das Versprechen
- 2021: Die Saat
- 2021: Blutsauger
- 2021: Tatort: Die Kalten und die Toten
- 2021: Schneller als die Angst
- 2022: Echo
- 2022: Im Westen nichts Neues
- 2022: Die stillen Trabanten
- 2023: Schnell ermittelt – Jakob Dinkelmann
- 2023: Tatort: Aus dem Dunkel
- 2023: Polizeiruf 110: Cottbus Kopflos
- 2023: Tatort: Borowski und das unschuldige Kind von Wacken
- 2023: Jupiter
- 2024: Sieger sein
- 2024: Der Spatz im Kamin
- 2025: Sebastian Fitzeks Der Heimweg
- 2025: Sehnsucht in Sangerhausen

## Theater (Auswahl)
- 2016: Berlin Alexanderplatz (Deutsches Theater Berlin)
- 2017: Les Misérables (Berliner Ensemble)
- 2018: Endstation Sehnsucht (Berliner Ensemble)